# Langelands Museum
Langelands Museum er et statsanerkendt lokalmuseum for Langeland, Siø og Strynø. Museet har adresse flere steder på øen:
- Koldkrigsmuseum Langelandsfortet - søfort fra den kolde krig
- Skovsgård - udstilling om herskab og tjenestefolk, samt et vognmuseum
- To adresser i Rudkøbing:
  - Østergade - skiftende udstillinger og en gammel købstadshave
  - Jens Winthersvej - arkæologiske udstillinger og skiftende særudstillinger
- Tobaksladen i Stengade ved Tranekær

Museet har desuden arkæologisk ansvar for ansvar for Ærø samt farvandet rund om Fyn og det østlige Sønderjylland. Det blev grundlagt i 1900 af købmand Jens Winther (1863-1955), der var aktiv i museet til sin død.